# Montigny-en-Ostrevent
Montigny-en-Ostrevent je francouzská obec v departementu Nord v regionu Hauts-de-France. Žije zde přibližně 4 600 obyvatel.

## Geografie

### Sousední obce
| Růžice kompasu |          | Lallaing              |              | Růžice kompasu |
| Růžice kompasu | Dechy    | Sever                 | Pecquencourt | Růžice kompasu |
| Růžice kompasu | Dechy    | Montigny-en-Ostrevent | Pecquencourt | Růžice kompasu |
| Růžice kompasu | Dechy    | Jih                   | Pecquencourt | Růžice kompasu |
| Růžice kompasu | Guesnain | Loffre                | Masny        | Růžice kompasu |